# Yáser Asprilla
Yáser Esnéider Asprilla Martínez (* 19. listopadu 2003) je kolumbijský profesionální fotbalista, který hraje na pozici záložníka za španělský klub Girona FC a kolumbijský národní tým.

## Klubová kariéra

### Envigado
Asprilla je produktem mládežnické akademie Envigado FC. V profesionálním fotbale debutoval 2. prosince 2020 při prohře 3:0 s Independiente Medellín. Dne 18. července 2021 vstřelil svůj první profesionální gól za Envigado v utkání s Atléticem Nacional, které skončilo remízou 2:2.

### Watford
V srpnu 2021 byla dojednána dohoda, že Asprilla přestoupí dne 17. ledna 2022 do Watfordu. Svůj první gól za Watford dal 7. dubna 2023 v prohře 3:2 s Huddersfield Town.

### Girona
Dne 23. srpna 2024 přestoupil Asprilla do klubu Girona FC za rekordní částku a podepsal s ním šestiměsíční smlouvu. Částka za přestup byla pravděpodobně 18 milionů eur, s bonusy 6 milionů eur. Později téhož roku, 6. října, vstřelil svůj první gól za klub při vítězství 2:1 nad Athletic Bilbao.

## Reprezentační kariéra
Asprilla debutoval za národní tým Kolumbie 16. ledna 2022 jako náhradník v 43. minutě za Juana Fernanda Quintera při domácím vítězství 2:1 nad Hondurasem. Ve svém druhém mezinárodním vystoupení Asprilla vstřelil svůj první gól při vítězství 4:1 v přátelském zápase proti Guatemale.

## Statistiky

### Klubové
Platí k zápasu hranému 25. května 2025.
| Klub                 | Sezóna            | Liga                | Liga   | Liga | Národní pohár | Národní pohár | Ligový pohár | Ligový pohár | Kontinentální | Kontinentální | Celkově | Celkově |
| Klub                 | Sezóna            | Soutěž              | Zápasy | Góly | Zápasy        | Góly          | Zápasy       | Góly         | Zápasy        | Góly          | Zápasy  | Góly    |
| -------------------- | ----------------- | ------------------- | ------ | ---- | ------------- | ------------- | ------------ | ------------ | ------------- | ------------- | ------- | ------- |
| Envigado             | 2020              | Categoría Primera A | 2      | 0    | —             | —             | —            | —            | —             | —             | 2       | 0       |
| Envigado             | 2021              | Categoría Primera A | 20     | 5    | —             | —             | —            | —            | —             | —             | 20      | 5       |
| Envigado             | Celkově           | Celkově             | 22     | 5    | —             | —             | —            | —            | —             | —             | 22      | 5       |
| Watford              | 2022/23           | EFL Championship    | 37     | 1    | 1             | 0             | 1            | 0            | —             | —             | 39      | 1       |
| Watford              | 2023/24           | EFL Championship    | 44     | 6    | 3             | 0             | 0            | 0            | —             | —             | 47      | 6       |
| Watford              | Celkově           | Celkově             | 81     | 7    | 4             | 0             | 1            | 0            | —             | —             | 86      | 7       |
| Envigado (hostování) | 2022              | Categoría Primera A | 18     | 1    | —             | —             | —            | —            | —             | —             | 18      | 1       |
| Girona               | 2024/25           | La Liga             | 27     | 3    | 0             | 0             | —            | —            | 6             | 0             | 33      | 3       |
| Celkově v kariéře    | Celkově v kariéře | Celkově v kariéře   | 148    | 16   | 4             | 0             | 1            | 0            | 6             | 0             | 157     | 16      |

### Reprezentační
Platí k zápasu hranému 10. října 2024.
| Národní tým | Rok     | Zápasy | Góly |
| ----------- | ------- | ------ | ---- |
| Kolumbie    | 2022    | 2      | 1    |
| Kolumbie    | 2023    | 1      | 0    |
| Kolumbie    | 2024    | 5      | 1    |
| Celkově     | Celkově | 8      | 2    |

#### Reprezentační góly
Skóre a výsledky Kolumbie jsou vždy zapsány jako první. Góly Yásera Asprilly jsou zvýrazněny.
| Gól | Datum           | Místo                                  | Soupeř    | Skóre | Výsledek | Soutěž          |
| --- | --------------- | -------------------------------------- | --------- | ----- | -------- | --------------- |
| 1.  | 24. září 2022   | Red Bull Arena, Harrison, USA          | Guatemala | 4:0   | 4:1      | Přátelský zápas |
| 2.  | 26. března 2024 | Wanda Metropolitano, Madrid, Španělsko | Rumunsko  | 3:0   | 3:2      | Přátelský zápas |

## Úspěchy
Individuální
- Mladý hráč sezóny Watfordu: 2023/24